# Hemitrichapion (Tinocyba)
Hemitrichapion (Tinocyba) – podrodzaj chrząszczy z rodziny pędrusiowatych i podrodziny Apioninae. Obejmuje 21 opisanych gatunków.

## Morfologia
Ciało porośnięte jest włoskami (włosowatymi łuskami), które albo nigdzie nie są zagęszczone albo tworzą jedynie nieznaczne zagęszczenia pod oczami i w niektórych miejscach spodu tułowia.
Głowa ma punktowanie na ciemieniu sięgające ku tyłowi dalej niż połowa długości oczu. Przednia część ryjka ma w widoku grzbietowym boki prosto zbiegające się ku szczytowi u samca, a wklęśnięte u samicy. U obu płci jest ona do połowy długości drobno owłosiona i grubo punktowana.
Na przedpleczu wszystkie włoski skierowane są dośrodkowo lub te przy jego tylnej krawędzi skierowane są poprzecznie. Pokrywy są podługowato-owalne i najszersze w połowie. Odnóża samca cechują nieuzbrojone golenie. Stopy mają płaty członu trzeciego zwyczajnie wykształcone, nieskrócone.
Szew pomiędzy pierwszym i drugim spośród widocznych sternitów odwłoka może być na całej długości wgłębiony lub tylko delikatnie zaznaczony. U samca na pierwszym sternicie nie występuje pośrodkowy guzek. Samcze pygidium ma listewkę krawędzi wierzchołkowej równomiernie zakrzywioną. Genitalia samca cechuje tegmen o średnio wydłużonych płatach parameroidalnych rozdzielonych pośrodkowym wcięciem sięgającym poniżej wysokości wierzchołkowych krawędzi okienek. Prostegium ma wierzchołek rozwidlony. Środkowy płat edeagusa (prącie) ma natomiast wierzchołek w widoku bocznym rozdęty lub odgięty, a w widoku grzbietowym rozszerzony. W wierzchołkowej części endofallusa obecne są cztery szeregi ząbków.

## Ekologia i występowanie
Zarówno larwy, jak i postacie dorosłe są fitofagami bobowatych, głównie z plemienia Hedysareae. Endofagiczne larwy przechodzą rozwój w kwiatostanach i mogą indukować powstawanie galasów.
Podrodzaj palearktyczny, rozmieszczony od Półwyspu Iberyjskiego i zachodu Afryki Północnej po Rosyjski Daleki Wschód. W Europie stwierdzono sześć gatunków, z których tylko H. refelxum w Polsce.

## Taksonomia
W 1932 roku Hans Wagner w publikacji współautorstwa Alberta Winklera niektóre zaliczane do tego podrodzaju gatunki umieścił w nowym podrodzaju Metatrichapion, nie podał jednak jego diagnozy czy opisu i stąd nazwa ta stanowi nomen nudum. Podrodzaj Tinocyba wyróżnił w 1990 roku Miguel A. Alonso-Zarazaga jako jeden z czterech w obrębie Hemitrichapion. Nazwę nadał od greckich słów τείνω (teínō, „rozległy”) i kύβn (cýbe, „głowa”) w nawiązaniu do nasadowo przeciągniętego punktowanego rejonu ciemienia. Gatunkiem typowym wyznaczył Apion waltoni.
Do tego podrodzaju zalicza się 21 opisanych gatunków:
- Hemitrichapion alexsandri Legalov, 2001
- Hemitrichapion amguemae (Korotyaev, 1991)
- Hemitrichapion armeniacum (Desbrochers des Loges, 1896)
- Hemitrichapion derelictum (Desbrochers des Loges, 1907)
- Hemitrichapion filicorne (Wencker, 1864)
- Hemitrichapion insidiosum (Desbrochers des Loges, 1875)
- Hemitrichapion juniperi (Boheman, 1839)
- Hemitrichapion kastecum (Bajtenov, 1977)
- Hemitrichapion korotyaevi Legalov, 2001
- Hemitrichapion lanigerum (Gemminger, 1871)
- Hemitrichapion lenense (Schilsky, 1906)
- Hemitrichapion lethierryi (Desbrochers des Loges, 1870)
- Hemitrichapion petryszaki (Bajtenov, 1979)
- Hemitrichapion reflexum (Gyllenhal, 1833)
- Hemitrichapion romani Legalov, 2007
- Hemitrichapion strictum (Desbrochers des Loges, 1896)
- Hemitrichapion suppantschitschi Legalov, 2002
- Hemitrichapion tigrense (Bajtenov et Lodos, 1977)
- Hemitrichapion tschegitunense Legalov, 2001
- Hemitrichapion waltoni (Stephens, 1839)
- Hemitrichapion zagrossicum (Bajtenov et Fremuth, 1981)